# Acroneuria bachma
Acroneuria bachma är en bäcksländeart som beskrevs av Cao och Bae 2007. Acroneuria bachma ingår i släktet Acroneuria och familjen jättebäcksländor. Inga underarter finns listade i Catalogue of Life.